# Strátis Myrivílis
Strátis Myrivílis (grec moderne : Στράτης Μυριβήλης), nom de plume d’Efstrátios Stamatópoulos (Ευστράτιος Σταματόπουλος), né le 30 juin 1890 sur Lesbos et mort le 19 juillet 1969 à Athènes était un écrivain grec. Il appartient à la « Génération des années 1930 ».

## Éléments de biographie
Après ses études secondaires sur son île natale, il commença à y travailler comme instituteur. Il entreprit cependant des études supérieures à Athènes. Il participa aux guerres balkaniques, fut membre des forces armées du gouvernement de défense nationale d'Elefthérios Venizélos et combattit lors de la guerre gréco-turque (1919-1922).

## Œuvre
Il publia son premier roman (un récit de guerre) De Profundis (Η ζωή εν τάφω) en feuilleton en 1923-1924 puis en livre en 1930. Son roman L'Institutrice aux cheveux blonds (Η δασκάλα με τα χρυσά μάτια) a été adapté au cinéma par Dínos Dimópoulos en 1969. Son troisième roman Notre-Dame de la sirène (Η Παναγιά η Γοργόνα) date de 1939, mais il ne parut qu'en 1949 à cause de l'occupation de la Grèce par les puissances de l'Axe. Le livre a été publié en français en 1957 chez Laffont, dans une traduction du néo-helléniste André Mirambel. Durant cette période, il quitta la direction de la radio grecque et entra en résistance.
On lui doit aussi de nombreuses nouvelles.
Il préside le jury de la Semaine du cinéma grec 1960.